# Jack Reynor
Jack Reynor, né le 23 janvier 1992 à Longmont, dans le Colorado, est un acteur irlando-américain.

## Biographie
Jack Reynor est né le 23 janvier 1992 à Longmont, Colorado.

### Vie privée
Il est en couple avec Madeline Mulqueen depuis 2014.

## Carrière
Il débute à la télévision en 2010 dans le téléfilm Trois femmes pour un destin de Declan Recks.
En 2012, il obtient le premier rôle du film What Richard Did de Lenny Abrahamson et joue également dans Dollhouse de Kirsten Sheridan.
En 2014, il tourne dans le blockbuster Transformers : L'Âge de l'extinction et le film indépendant Glassland avec Toni Collette et Will Poulter. L'année suivante, il joue dans les films historiques Macbeth de Justin Kurzel et A Royal Night Out de Julian Jarrold.
En 2017, il incarne Jozef Gabčík dans le film HHhH de Cédric Jimenez et tourne sous la direction de Kathryn Bigelow, Detroit qui retrace lui aussi des événements historiques.
En 2019, il retrouve Will Poulter dans Midsommar d'Ari Aster et joue aux côtés de Bella Heatcote dans la série Strange Angel.
En 2021, il est présent dans Cherry d'Anthony et Joe Russo avec Tom Holland. L'année suivante, il tient l'un des rôles principaux dans la série de science-fiction Périphériques, les mondes de Flynne avec Chloë Grace Moretz.

## Filmographie

### Cinéma

#### Longs métrages
- 2012 : What Richard Did de Lenny Abrahamson : Richard Karlsen
- 2012 : Dollhouse de Kirsten Sheridan : Robbie
- 2013 : Delivery Man de Ken Scott : Josh
- 2013 : Cold d'Eoin Macken : Rory
- 2014 : Transformers : L'Âge de l'extinction (Transformers : Age of Extinction) de Michael Bay : Shane Dyson
- 2014 : Glassland de Gerard Barrett : John
- 2015 : Macbeth de Justin Kurzel : Malcolm
- 2015 : A Royal Night Out de Julian Jarrold : Jack
- 2016 : Le Testament caché (The Secret Scripture) de Jim Sheridan : Michael McNulty
- 2016 : Sing Street de John Carney : Brendan
- 2016 : Free Fire de Ben Wheatley : Harry
- 2016 : Leopard d'Eoin Macken : Rory
- 2017 : HHhH de Cédric Jimenez : Jozef Gabčík
- 2017 : Detroit de Kathryn Bigelow : Demens
- 2018 : Une femme d'exception (On the Basis of Sex) de Mimi Leder : Jim Bozarth
- 2018 : Mowgli : La Légende de la jungle (Mowgli : Legend of the Jungle) d'Andy Serkis : Frère Loup (voix et capture de mouvement)
- 2018 : Kin : Le Commencement (Kin) de Jonathan Baker et Josh Baker : Jimmy
- 2019 : Midsommar d'Ari Aster : Christian
- 2021 : Cherry d'Anthony et Joe Russo : Pills & Coke
- 2023 : Flora and Son de John Carney : Ian Mulvey
- 2026 : The Mummy de Lee Cronin

#### Courts métrages
- 2012 : Stella de Patrick Timmons Ward : Michael
- 2013 : Car Film de Denis Fitzpatrick : Martin

### Télévision

#### Séries télévisées
- 2017 : Philip K. Dick's Electric Dreams : Norton
- 2018-2019 : Strange Angel : Jack Parsons
- 2021 : Modern Love : Declan
- 2022 : Périphériques, les mondes de Flynne (The Peripheral) : Burton Fisher
- 2024 : Un couple parfait (The Perfect Couple) de Susanne Bier : Thomas Winbury

#### Téléfilms
- 2010 : Trois femmes pour un destin (Three Wise Women) de Declan Recks : Colin
- 2012 : Romance irlandaise (Chasing Leprechauns) de Kevin Connor : Tommy Riley

## Distinctions

### Récompenses
- 2013 : Irish Film and Television Awards : Meilleur acteur pour
- 2014 : CinemaCon : Meilleur acteur débutant

### Nominations
- London Film Critics Circle 2013 : Jeune acteur britannique de l'année pour What Richard Did
- Irish Film and Television Awards 2013 : Meilleur acteur débutant pour What Richard Did

## Voix francophones
En France, Gauthier Battoue et Benjamin Gasquet sont les voix régulières de Jack Reynor, en alternance.